# Ancistrocerus montuosus
Ancistrocerus montuosus är en stekelart som beskrevs av Gusenleitner 1993. Ancistrocerus montuosus ingår i släktet murargetingar, och familjen Eumenidae. Inga underarter finns listade i Catalogue of Life.